# Utlandskanal
En utlandskanal är en radiostation eller TV-kanal som sänder främst för lyssnare utanför landets gränser. Traditionellt handlar det om radiosändningar, ofta på kortvåg. Teknikutvecklingen möjliggör nu även satellit-TV och spridning av program via internet. 
Delvis har det handlat om sändningar till egna medborgare utomlands, men sedan 1920-talet har många public service-företag producerat program på andra språk. Exempel är BBC World Service, Rysslands röst och Radio Sweden International. Små länder upplät sina frekvenser för kommersiella stationer som Radio Luxemburg eller religiösa organisationer som Trans World Radio och HCJB. Det kalla kriget utkämpades i etern genom stationer som Radio Free Europe och Radio Moskva.